# 瑟德尔河畔尼约勒
瑟德爾河畔尼约勒（法語：Nieulle-sur-Seudre，法語發音：[njœl syʁ sødʁ]）是法国滨海夏朗德省的一个市镇，位于该省中西部，属于罗什福尔区。

## 地理
瑟德尔河畔尼约勒（45°45'11"N, 1°0'9"W）面积20.75 平方千米，位于法国新阿基坦大区滨海夏朗德省，该省份为法国西部滨海省份，北起旺代省，西临大西洋，南至吉倫特省，东南接多爾多涅省，东北接德塞夫勒省接壤，东临夏朗德省。
与瑟德尔河畔尼约勒接壤的市镇（或旧市镇、城区）包括：阿韦尔、沙耶韦特、埃托勒、勒加、圣瑞斯特-吕扎克、圣索尔南。

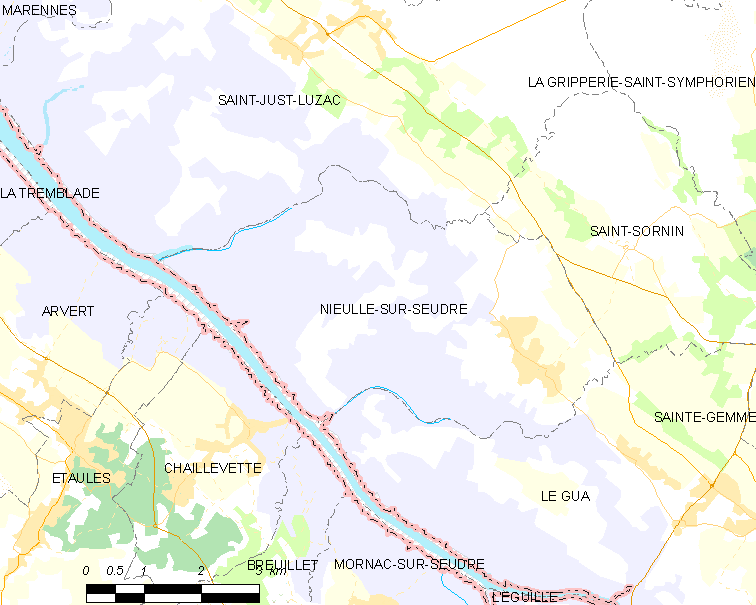
瑟德尔河畔尼约勒的OSM定位图

瑟德尔河畔尼约勒的时区为UTC+01:00、UTC+02:00（夏令时）。

## 行政
瑟德尔河畔尼约勒的邮政编码为17600，INSEE市镇编码为17265。

## 政治
瑟德尔河畔尼约勒所属的省级选区为马雷讷县。

## 人口

1962-2008年间瑟德尔河畔尼约勒人口变化图示

瑟德尔河畔尼约勒于2022年1月1日时的人口数量为1224人。